# Тронога жаба
Тронога или новчана жаба, позната и као Ђин Чан (кин: 金蟾, jīn chán — златна крастача), Џаоцај Чан Чу (кин: 招财蟾蜍, zhāocái chánchú — крастача која привлачи богатство) или само Чан Чу (кин: 蟾蜍, chánchú), називи су за фенг шуи амајлију намењену привлачењу богатства и благостања уопштено, али и демонско створење, по казни преобраћен и похлепан човек, према којем је амајлија и настала.

## Митологија
Тронога жаба је према једној кинеској легенди била похлепна жена једног од Осморо Бесмртних. Из жене у жабу крастачу је претворена као казна због крађе кајсија бесмртности. Како је и даље похлепна, њено присуство у кућу доноси новац. Према другој легенди, кинески алхемичар Љу Хај је током шетње по башти чуо како из бунара допире чудан звук. Погледавши у бунар, видео је златну жабу. Од тад ју је користио као амајлију за новац, водећи се алхемичарском идејом да злато привлачи злато. Трећа легенда говори о жаби која живи на Месецу и једе га током помрачења, али она не помиње новац.

## Будизам
Према последњој, будистичкој причи, Џаоцај Чан Чу је био разбојник који је убијао и пљачкао свакога и све на шта је наишао. Разлог томе је тај што је увек био пун беса. На крају је почео исто да ради и нижим божанствима, у будизму људима на било који начин напреднијим и дуговечнијим од просечних. Они су се обратили Буди, који је Чан Чуа претворио у жабу крастачу и одузео му једну ногу јер није хтео да га убије, иако је то престрашени народ захтевао. Заузврат, бивши разбојник је постао добар, па сада помаже људима да се обогате. Такође те људе и штити од негатицних утицаја.

## Фенг шуи
У изради фенг шуи амајлија, Ђин Чан се представља као златна крастача црвених очију, широких ноздрва и само једном задњом ногом. Главни део фигурине су новчићи на којима она стоји, као и главни и највећи новчић у устима жабе. На леђима се налази седам дијаманата који представљају Велику кутлачу, део сазвежђа Велики медвед важан у кинеској астрологији.
Према традицији, тронога жаба привлачи ново богатство и чува оно већ стечено. Штити од лоше среће. Пошто представља кретање новца уопштено, пратиоци фенг шуија предлажу чување фигурине у дневној соби. Препорука је и да је не би требало чувати у купатилу, трпезарији или кухињи, а поготову не у спаваћој соби. Потребно је да жаба не буде окренута ка улазним вратима стамбеног простора, јер би то значило да она одлази са новцем. Најбоље је да ка вратима гледају њена леђа.